# ساشا بارون كوهين
ساشا بارون كوهين (بالإنجليزية: Sacha Baron Cohen) ممثل بريطاني من أصل يهودي من مواليد 13 أكتوبر 1971 في هامرسميث غرب لندن، حاصل على جائزة الغولدن غلوب 2007 لأفضل ممثل في فيلم كوميدي عن دوره في فيلم بورات. ولد ساشا لعائلة أرثوذكسية يهودية حيث أنه الابن الأصغر لها من أصل ثلاثة أبناء. والد ساشا يهودي من ويلز في حين أن والدته كانت معلمة من مواليد إسرائيل.

## حياة سابقة
ولد بارون كوهين في 13 أكتوبر 1971 في هامرسميث، لندن لأبوين يهوديين. ولدت والدته, المصورة دانييلا نعومي ( née Weiser), في إسرائيل. وُلد والده جيرالد بارون كوهين (1932-2016), وهو محرر تحول إلى مالك متجر ملابس, في لندن ونشأ في ويلز. نشأ البارون كوهين يهوديًا ويتحدث العبرية بطلاقة.
كانت عائلة الأم بارون كوهين مهاجرين يهود ألمان إلى إسرائيل. كانت عائلته أيضًا من اليهود الأشكناز الذين انتقلوا إلى بونتيبريد ولندن من بيلاروسيا. أضاف جده لأبيه موريس كوهين «البارون» إلى لقبه. تدربت جدته لأمه, ليزل, التي عاشت في حيفا بإسرائيل, كراقصة باليه في ألمانيا قبل أن تفر من النازيين في عام 1936. لديه شقيقان أكبر منه: عيران وأمنون. إران ملحن وعمل في العديد من أفلام ساشا. من بين أبناء عمومة بارون كوهين الباحث في التوحد سيمون بارون كوهين, والكاتب المسرحي دان بارون كوهين, والمخرج آش بارون كوهين.

### تعليم
تلقى بارون كوهين تعليمه لأول مرة في كلية سانت كولومبا, سانت ألبانز, قبل أن ينتقل إلى مدرسة هابرداشرز أسك للبنين, وهي مدرسة مستقلة في إلستري, هيرتفوردشاير, درس التاريخ مع التركيز على معاداة السامية في كلية المسيح, كامبريدج وتخرجت عام 1993 مع مرتبة الشرف من الدرجة الثانية . كطالب جامعي, كتب بارون كوهين أطروحته عن حركة الحقوق المدنية الأمريكية. أثناء عضويته في نادي الهواة الدرامي بجامعة كامبريدج, قدم بارون كوهين عروض مثل عازف الكمان على السطح و سيرانو دي برجراك, وكذلك في مسرح هابونيم درور اليهودي.

## الحياة الشخصية

### إسرائيل واليهودية
عمل البارون كوهين لأول مرة في الإنتاج المسرحي مع حركة الشباب الاشتراكي الصهيوني هابونيم درور.
أمضى عامًا في إسرائيل متطوعًا في كيبوتس روش هنكرا وبيت هعيمك كجزء من Shnat Habonim Dror, بالإضافة إلى المشاركة في برنامج Machon L'Madrichei Chutz La'Aretz لقادة حركة الشباب اليهود.
وفقًا للبارون كوهين, «لن أقول إنني يهودي متدين. أنا فخور بهويتي اليهودية وهناك أشياء معينة أفعلها وأحتفظ بالعادات». يحاول الحفاظ على الشريعة اليهودية ويحضر الكنيس حوالي مرتين في السنة.

### الزواج والعائلة
التقى البارون كوهين بالممثلة الأسترالية إيسلا فيشر عام 2002 في حفل أقيم في سيدني. انخرط الزوجان في عام 2004. بعد تحول فيشر إلى اليهودية, تزوج الاثنان في 15 مارس 2010 في باريس في حفل يهودي. لديهم ابنتان تدعى أوليف (مواليد 2007) وإيلا (مواليد 2011) وابن اسمه مونتغمري (مواليد 2015), وقسموا وقتهم سابقًا بين مرليبون ولندن ولوريل كانيون في لوس أنجلوس قبل الانتقال إلى سيدني.

### الأعمال الخيرية
في 28 ديسمبر 2015, تبرع بارون كوهين وفيشر بمبلغ 335 ألف جنيه إسترليني (500 ألف دولار) لمنظمة إنقاذ الطفولة كجزء من برنامج لتطعيم الأطفال في شمال سوريا ضد الحصبة, والمبلغ نفسه (500 ألف دولار أخرى) للجنة الإنقاذ الدولية يهدف أيضًا إلى المساعدة. لاجئون سوريون.
في اكتوبر 2024 تبرع ساشا بارون كوهين بمبلغ 500 الف دولار لمنظمة إنقاذ الطفولة و لجنة الإنقاذ الدولية للاستجابة للكارثة الانسانية الناتجة عن الحرب في السودان و التي تمثل اكبر كارثة نزوح في العالم في هذا الوقت كما دعا زملاءه وواصدقاءه ايضا للتبرع و حاول لفت الانظار لتلك الكارثة المنسية

## الأعمال
- مدغشقر (2005)
- قصة ريكي بوبي (2006)
- بورات (2006)
- سويني تود: الحلاق الشيطاني لشارع فليت (2007)
- مدغشقر: الهروب إلى أفريقيا (2008)
- هيوغو (2011)
- الديكتاتور (2012)
- مدغشقر 3: أكثر المطلوبين في أوروبا (2012)
- البؤساء (2012)
- المذيع 2: الأسطورة تستمر (2013)
- غريمسبي (2016)
- أليس في بلاد المرآة (2016)
- ذا سباي (2019)
- محاكمة 7 من شيكاغو (2020)
- بورات 2 (2020)

## مواقع خارجية
- ساشا بارون كوهين على موقع IMDb (الإنجليزية)
- ساشا بارون كوهين على موقع ميتاكريتيك (الإنجليزية)
- ساشا بارون كوهين على موقع الموسوعة البريطانية (الإنجليزية)
- ساشا بارون كوهين على موقع روتن توميتوز (الإنجليزية)
- ساشا بارون كوهين على موقع مونزينجر (الألمانية)
- ساشا بارون كوهين على موقع قاعدة بيانات الأفلام العربية
- ساشا بارون كوهين على موقع ألو سيني (الفرنسية)
- ساشا بارون كوهين على موقع ميوزك برينز (الإنجليزية)
- ساشا بارون كوهين على موقع تيرنر كلاسيك موفيز (الإنجليزية)
- ساشا بارون كوهين على موقع أول موفي (الإنجليزية)